# Manfred Kanther

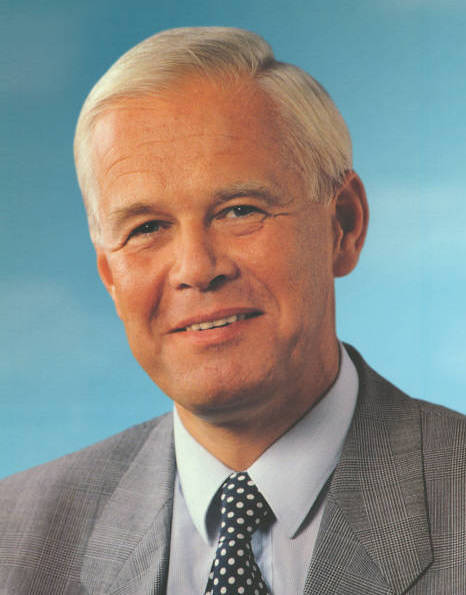
Manfred Kanther, Ausschnitt aus einem Wahlplakat Ende der 1990er-Jahre

Manfred Kanther (* 26. Mai 1939 in Schweidnitz, Provinz Schlesien) ist ein ehemaliger deutscher Politiker der CDU. Er war von 1970 bis 1987 Landesgeschäftsführer und Generalsekretär der CDU Hessen, von 1991 bis Januar 1998 deren Landesvorsitzender und von 1993 bis 1998 Bundesminister des Innern im Kabinett Kohl IV und V. Sein Bundestagsmandat legte er Anfang 2000 im Zusammenhang mit der Spendenaffäre der hessischen CDU nieder.

## Leben und Beruf
Nach Flucht und Vertreibung aus Niederschlesien lebte Kanthers Familie in Thüringen. Kanther legte 1957 sein Abitur ab, flüchtete aber aus der DDR, weil ihm ein Hochschulstudium verweigert wurde. Er begann 1958 ein Studium der Rechtswissenschaft in Marburg und Bonn, das er 1962 mit dem Ersten Staatsexamen beendete. Nach dem Referendariat in Lüdenscheid folgte 1966 das zweite Staatsexamen. Während seines Studiums war er aktiv beim Corps Guestphalia et Suevoborussia Marburg, dem er heute als Alter Herr angehört. Von 1967 bis 1970 war er Stadtoberrechtsrat von Plettenberg. Kanther arbeitet seit seinem Ausscheiden aus der Politik als Rechtsanwalt in Wiesbaden-Biebrich und lebt in Wiesbaden-Heßloch.
Manfred Kanther ist seit mehr als 60 Jahren mit seiner Frau Barbara verheiratet und hat sechs Kinder.

## Partei
Seit 1958 ist er Mitglied der Christlich Demokratischen Union Deutschlands. 1970 wurde er von Alfred Dregger zum Landesgeschäftsführer der CDU Hessen berufen, von 1980 bis 1987 war er Generalsekretär und von 1991 bis Januar 1998 Landesvorsitzender der hessischen CDU. Von 1992 bis November 1998 gehörte er außerdem dem Präsidium der CDU Deutschlands an.

## Abgeordneter
Von 1974 bis zum 12. Juli 1993 war Kanther Mitglied des Landtages von Hessen. Er wurde im Wahlkreis Wiesbaden I gewählt. Hier war er bis 1987 Parlamentarischer Geschäftsführer der CDU-Landtagsfraktion und von 1991 bis 1993 – bis zur Ernennung zum Bundesinnenminister – deren Vorsitzender.
Von 1994 bis zum 25. Januar 2000 gehörte er dem Deutschen Bundestag an.
Manfred Kanther wurde 1994 direkt gewählter Abgeordneter des Bundestagswahlkreises Hanau und zog 1998 über die Landesliste Hessen in den Bundestag ein. Dieses Mandat gab er im Januar 2000 wegen der Vorwürfe im Zusammenhang mit der Spendenaffäre der hessischen CDU ab.

## Kandidatur zum Hessischen Ministerpräsidenten

Wahlplakat der CDU Hessen 1995

Im Wahlkampf für die Landtagswahl in Hessen 1995 setzte die CDU auf Kanther und klare, prägnante Aussagen. Kanther hatte sich als Bundesinnenminister den Ruf eines konsequenten Konservativen erworben. Schwerpunktthemen des Wahlkampfs waren (neben der Schulpolitik) daher die „harten“ Themen Kriminalität und Wirtschaft. Nach den erfolgreichen Wahlen zum Europaparlament am 12. Juni 1994 (bei der die Union mit 37 Prozent stärkste Partei geworden war) und der Bundestagswahl 1994 (bei der die CDU 40,7 Prozent erreicht hatte), hoffte man, bei der Landtagswahl wieder eine Regierungsmehrheit zu erreichen. Zwar wurde die CDU mit 39,2 Prozent (−1,0) stärkste Fraktion, die Verluste der SPD wurden jedoch durch Gewinne der Grünen mehr als kompensiert, so dass die CDU weitere vier Jahre in der Opposition blieb. Neuer Fraktionsvorsitzender und Oppositionsführer wurde Roland Koch.

## Öffentliche Ämter
In der von Ministerpräsident Walter Wallmann geführten Hessischen Landesregierung (Kabinett Wallmann) amtierte er vom 5. April 1987 bis zum 4. April 1991 als Hessischer Finanzminister. Am 7. Juli 1993 wurde er dann als Bundesminister des Innern in die von Bundeskanzler Helmut Kohl geführte Bundesregierung berufen. Kanther war während seiner Zeit als Bundesinnenminister im Kabinett Kohl IV/V stets als „Law and Order“-Minister bekannt.
Nach der Bundestagswahl 1998 schied er am 26. Oktober 1998 aus der Bundesregierung aus.

## Verwicklung in die CDU-Spendenaffäre und Verurteilung
Im Jahr 2000 wurde Kanther im Zusammenhang mit der Spendenaffäre der hessischen CDU beschuldigt, gegen das Parteispendengesetz verstoßen zu haben, indem er 1983 als Generalsekretär der hessischen CDU Schwarzgelder in Höhe von 20,8 Millionen DM (10,6 Millionen Euro) heimlich erst in die Schweiz und dann nach Liechtenstein geschafft hatte.
Er legte deshalb am 25. Januar 2000 sein Bundestagsmandat nieder. Kanther sagte im Prozess (2004), er habe sich nicht persönlich bereichert, sondern seine Partei unterstützen wollen.
In Folge wurde Manfred Kanther am 18. April 2005 erstinstanzlich vom Landgericht Wiesbaden zu einer Freiheitsstrafe von 18 Monaten auf Bewährung verurteilt, weil Kanther sich der Untreue gemäß § 266 des Strafgesetzbuches schuldig gemacht habe. Der Bundesgerichtshof hob das Urteil des Landgerichts Wiesbaden mit Urteil vom 18. Oktober 2006 teilweise auf und verwies das Verfahren im Umfang der Aufhebung an das Landgericht Wiesbaden zurück. Das Landgericht Wiesbaden habe zu Recht angenommen, dass die Verbringung der Parteigelder auf Schweizer Konten im Jahr 1983, ihre Überführung in das Vermögen der Zaunkönig-Stiftung und ihre fortlaufende Verheimlichung gegenüber der CDU Hessen eine Untreue zum Nachteil des Landesverbandes Hessen darstelle, die erst mit der Rückführung der Gelder im Jahr 2000 beendet gewesen sei. Allerdings sei seine Verurteilung wegen der Mitwirkung an falschen Rechenschaftsberichten der hessischen CDU rechtlich nicht haltbar. Kanther sei in diesem Punkt keine vorsätzliche Schädigung des Vermögens seiner Partei vorzuwerfen, weil er zwar das Risiko von Rückforderungen erkannt habe, dessen Realisierung aber vermeiden wollte. Dieser Sachverhalt könne jedoch einen Betrug (§ 263 StGB) zum Nachteil der Bundesrepublik Deutschland darstellen. In der Vorinstanz wurde dies aus strafprozessualen Gründen nicht geprüft.
Am 25. September 2007 wurde das Verfahren vor dem Landgericht Wiesbaden erneut eröffnet und Kanther am 27. September 2007 wegen Untreue zu einer Geldstrafe in Höhe von 300 Tagessätzen à 180 Euro (insgesamt 54.000 Euro) verurteilt.

## Ehrungen
- 1984: Verdienstkreuz am Bande der Bundesrepublik Deutschland
- 1996: Großes Verdienstkreuz der Bundesrepublik Deutschland

## Kabinette
- Kabinett Kohl IV – Kabinett Kohl V